# 布捷-圣特罗让
布捷-圣特罗让（法語：Boutiers-Saint-Trojan，法語發音：[butje sɛ̃ tʁɔʒɑ̃]）是法国夏朗德省的一个市镇，属于干邑区。该市镇于1859年由原市镇布捷（Boutiers）和圣特罗让（Saint-Trojan）合并而成。

## 地理
布捷-圣特罗让（45°42'46"N, 0°17'56"W）面积7.13 平方千米，位于法国新阿基坦大区夏朗德省，该省份为法国西部内陆省份，北起德塞夫勒省和维埃纳省，东临上维埃纳省，东南至多尔多涅省，南至多爾多涅省，西接滨海夏朗德省。
与布捷-圣特罗让接壤的市镇（或旧市镇、城区）包括：沙托贝尔纳、科尼亚克、内尔西亚克、圣布里斯、瓦勒德干邑。

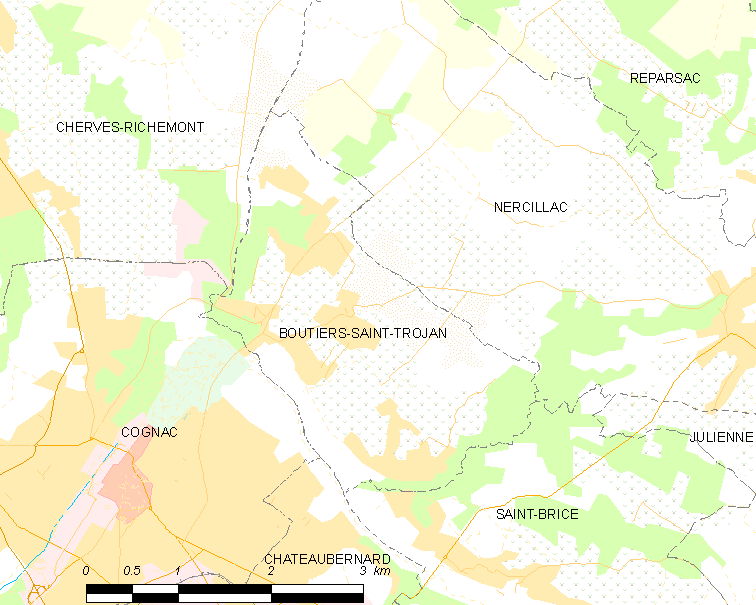
布捷-圣特罗让的OSM定位图

布捷-圣特罗让的时区为UTC+01:00、UTC+02:00（夏令时）。

## 行政
布捷-圣特罗让的邮政编码为16100，INSEE市镇编码为16058。

## 政治
布捷-圣特罗让所属的省级选区为干邑第一县。

## 人口

1962-2008年间布捷-圣特罗让人口变化图示

布捷-圣特罗让于2022年1月1日时的人口数量为1393人。